# بخش خنرال لاوال
بخش خنرال لاوال (به اسپانیایی: Partido de General Lavalle) یک منطقهٔ مسکونی در آرژانتین است که در استان بوئنوس آیرس واقع شده‌است. بخش خنرال لاوال ۲٬۸۷۵ کیلومتر مربع مساحت و ۳٬۰۶۳ نفر جمعیت دارد.